# Aleksandra Samardžić
Aleksandra Samardžić (* 23. September 1997 in Trebinje) ist eine bosnische Judoka. Sie war Teilnehmerin der Olympischen Sommerspiele 2024.

## Sportliche Karriere
Samardžić trainiert beim Judo Club Bosna.
Bei den Olympischen Jugend-Sommerspiele 2014 errang sie in der Klasse bis 78 kg die Silbermedaille.
2023 holte sie die Goldmedaille bei der Europäischen Universitätenmeisterschaft in Zagreb.
2024 nahm Samardžić zum ersten Mal an den Olympischen Spielen teil. Sie besiegte im ersten Kampf die Dänin Lærke Olsen, wurde aber von der Niederländerin Sanne van Dijke geschlagen und schied damit aus dem Turnier aus.
Samardžić studiert Politik an der Universität Sarajevo.